# Subligny (Mancha)
Subligny é uma comuna francesa na região administrativa da Normandia, no departamento Mancha. Estende-se por uma área de 8 km². Em 2010 a comuna tinha 406 habitantes (densidade: 50,8 hab./km²).